# Rathaus (Eschelbach)

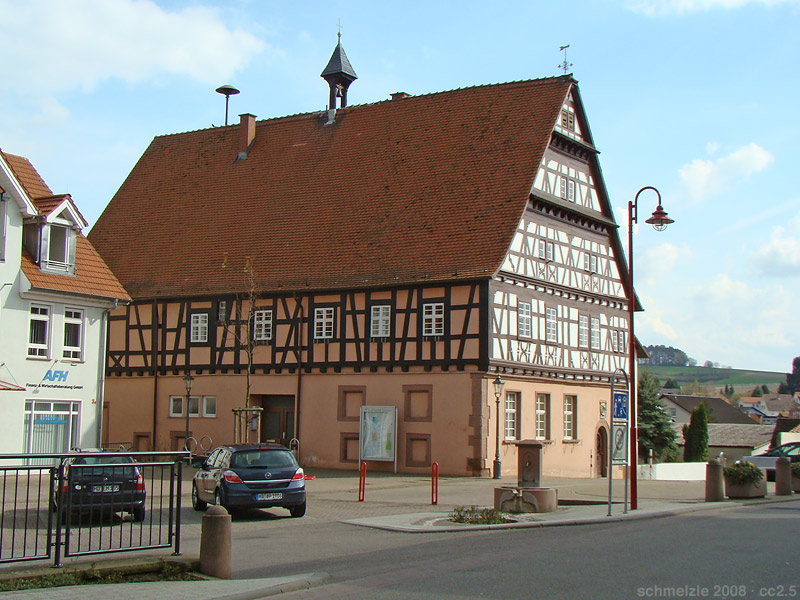
Rathaus in Eschelbach

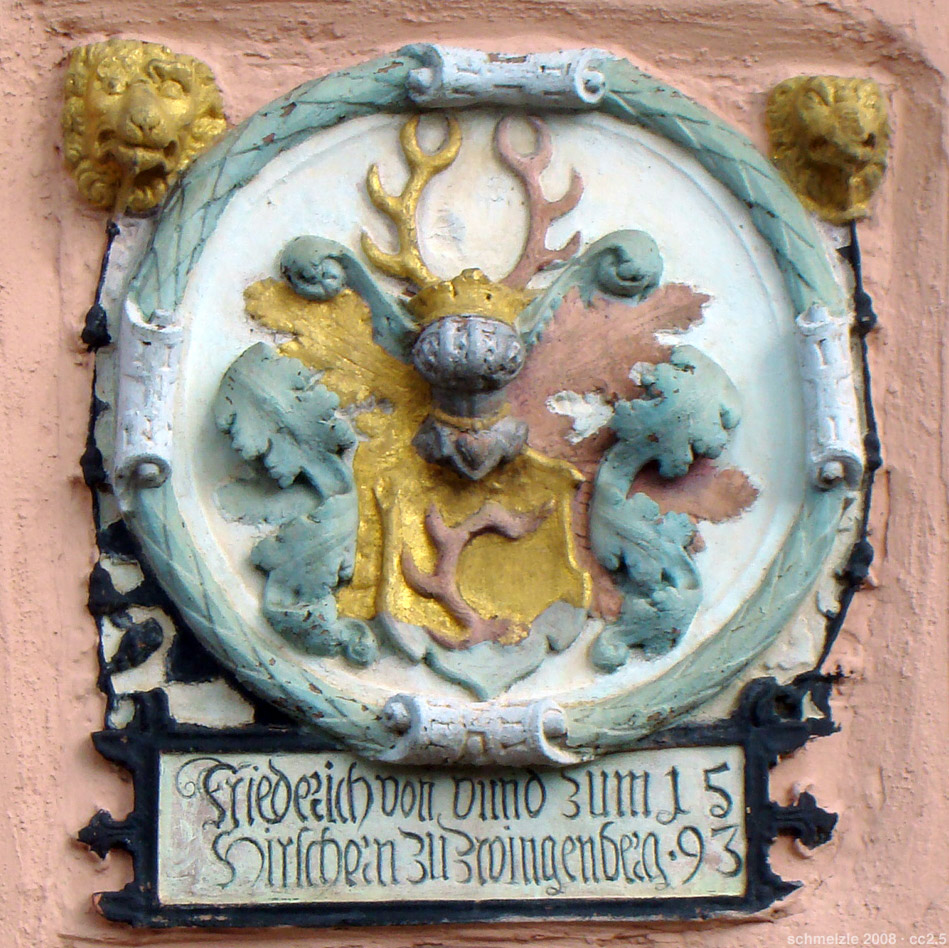
Wappen über dem Giebeleingang

Das Rathaus in Eschelbach, einem Ortsteil der Stadt Sinsheim im Rhein-Neckar-Kreis im nördlichen Baden-Württemberg, wurde 1593 erbaut.
Das Fachwerkhaus, lange Zeit als Rathaus genutzt, wurde nach der Inschrift über dem Giebeleingang 1593 gebaut. Über dem Portal befindet sich als Relief das Wappen der Herren von Hirschhorn mit der Inschrift: „Friedrich von Vimo zum Hirschen zu Zwingenberg 1593“.

## Beschreibung
Über dem verputzten, gemauerten Erdgeschoss befindet sich ein Fachwerkoberstock und darüber ein wenig vorkragend drei Dachstöcke. Die Fenster im ersten Stock wurden bei einer Renovierung vergrößert. Über dem unteren und mittleren Dachstock sind Wetterdächer vorhanden und unter der Giebelspitze ist eine Konsole mit einer kleinen Überdachung. Als Zierformen sind geschweifte Andreaskreuze mit Nasen und ausgeputzten Augen sowie unter den Brüstungen im Oberstock senkrechte Hölzer mit gekurvten Ausputzungen vorhanden.